# Makaoo 120
Makaoo 120 är ett reservat i Kanada.   Det ligger i provinsen Alberta, i den centrala delen av landet, 2 600 km väster om huvudstaden Ottawa.
Omgivningarna runt Makaoo 120 är en mosaik av jordbruksmark och naturlig växtlighet. Runt Makaoo 120 är det glesbefolkat, med 8 invånare per kvadratkilometer.